# 横浜市営バス鶴見営業所
横浜市営バス鶴見営業所（よこはましえいバスつるみえいぎょうしょ）は、神奈川県横浜市鶴見区生麦に所在する横浜市交通局自動車本部の営業所。第一京浜国道15号沿いに位置し、最寄駅は京急本線生麦駅、最寄バス停留所は「生麦」である。
敷地内には市営生麦住宅が併設され、営業所事務室や車庫スペースは当建築物の1・2階部分に収まる構造となっている。
主に鶴見駅前、安善町、生麦、新子安駅前、矢向駅前及び川崎駅西口を起終点とする運転系統の区域を担当している。
また横浜市営バスでは唯一となる川崎市内（川崎駅西口）へ乗り入れる路線も担当する。

## 沿革

### 鶴見区の市営バスの始まり
横浜市街からの公共交通機関であった横浜市電は生麦を終点としており、国策によって大規模な発展を遂げていた京浜工業地帯の一部であった鶴見区沿岸部と、それに伴い発展していた住宅地・商業地の交通機関はバスが担うこととなった。1931年（昭和6年）には下末吉 - 池ノ下 - 鶴見駅西口 - 滝坂 - 生麦線、1932年（昭和7年）には生麦 - 鶴見駅 - 市場 - 堀ノ内 - 東潮田 - 汐田小学校 - 栄町三丁目循環（潮田循環線）が開設されている。いずれも当時市内交通の中心であった市電終点の生麦を発着している点が特筆される。
鶴見と横浜市外を直接結ぶ路線を開設するにあたり、1931年12月15日に生麦 - 市内線の路線免許が横浜市電気局に、生麦 - 横浜市分界までが京浜電気鉄道（現：京浜急行電鉄）に同時に許可されたが、これについて2日後の12月17日に神奈川県知事から横浜市長あてに通達が出されており、その内容は「京浜連絡交通関係上市内中枢地点への乗入は是非共必要と認めらるるに付会社と協議を遂げ之が実現に努むべし」という、京浜電鉄バス路線の横浜市街直通運行を認めよとの命令に近いものであった。横浜市は市内交通の公営一元化を目指していたものの、この通達を受けて苦肉の策として、同区間を市営バス路線としながらも京浜電気鉄道に運行を委託し、翌1932年10月1日に運行を開始。実質的に京浜電気鉄道のバス路線の市内直通運行を手伝う形となった。1935年（昭和10年）9月末の委託契約満了時には市営バスとして運行する旨を京浜電気鉄道と折衝したがまとまらず、結局この委託運行は京浜電気鉄道が戦時中の「大東急」を経て京浜急行電鉄となった戦後まで続いた。
また、1935年6月には松野光治が経営していた鶴見乗合自動車（営業路線は鶴見駅 - 潮田巡査駐在所 - 潮田・運河橋間2.2kmと鶴見駅 - 末広町 - 潮田安善町間4.0km）を6万2千円で買収、市営バス路線として運営することが市会で決議され、同年7月に鶴見駅 - 京浜鶴見駅 - 潮田銀座 - 大東町 - 寛政 - 安善町線として新たに開設されている。結局、民営バス会社の買収はこの1件にとどまった。
その後も鶴見区内の市営バス運行は活況を呈しており、1936年（昭和11年）には本業の鉄道事業が好調なことから一部路線の休止などが出ていた鶴見臨港鉄道の乗合自動車事業（現：川崎鶴見臨港バス）の鶴見 - 獅子ヶ谷間路線を、均一運賃などによる市民利便の見地から買収する機運が生じた。同年12月には同会社と仮契約を締結したものの、その後市会において審議は留保とされ実現には至らなかった。

### 電気局鶴見車庫の発足
このように民営会社と競合しながら市営バス路線網を拡張していった横浜市電気局は、浅間町車庫に続いて、鶴見車庫を1937年（昭和13年）12月27日に開設、翌年1月16日に営業開始。鶴見車庫は車両修理工場を擁していた。
1940年11月発行の横浜市電気局事業誌には「鶴見神奈川方面の工業的発展とともに交通量も急激なる増大を来し、これに應ずべき交通機関としての乗合自動車の円滑なる運輸を期するためには、この方面に車庫を新設するの必要があり、昭和十三年、鶴見区大黒町に鶴見車庫を設置した」とある。
翌1941年には軍事上の要請から、現在は生麦地区センターとなっている同区生麦4丁目に移転している。
なお、1940年3月末現在の鶴見車庫所属路線は以下の通りである。
| 番号                                    | 運行系統                                                                                    | キロ程 |
| --------------------------------------- | ------------------------------------------------------------------------------------------- | ------ |
| 第六系統                                | 鶴見駅 - 生麦 - 横浜駅 - 桜木町駅 - 馬車道 - 伊勢佐木町                                     | 10.2km |
| 第七系統                                | 生麦 - 鶴見駅 - 市場 - 弁天下 - 鶴見駅 - 金剛寺 - 京浜市場 - 鶴見駅 - 生麦                  | 16.3km |
| 第八系統甲                              | 宮の下 - 三角 - 鶴見駅西口 - 花月園前 - 躑躅ヶ丘 - 滝の上 - 生麦 - 汐見橋 - 旭硝子前 - 寛政 | 8.46km |
| 第八系統乙                              | 生麦 - 汐見橋 - 旭硝子前 - 寛政                                                             | 4.20km |
| 第九系統                                | 末吉橋 - 佃野 - 鶴見駅 - 汐見橋 - 汐田銀座 - 日の出町 - 寛政                                | 6.25km |
| ろ系統                                  | 金子町 - 六角橋 - 東神奈川西口 - 青木橋 - 横浜駅西口 - 岡野町                               | 休止中 |
| は系統                                  | フォード工場前 - 入江橋 - 大口 - 浦島小学校前 - 神奈川通四丁目                              | 3.66km |
| と系統                                  | 生麦神明前 - 宝町 - 新子安                                                                  | 3.40km |
| その外、生麦 - 横浜駅間の委託線がある。 |                                                                                             |        |

| 運行系統                                     | キロ程 |
| -------------------------------------------- | ------ |
| 桜木町駅前 - 山下橋 - 小港 - 間門 - 磯子     | 8.95km |
| 鶴見駅 - 市場 - 向井町二 - 弁天下 - 寛政     | 5.00km |
| 鶴見駅 - 森永工場前 - 末吉橋                 | 5.54km |
| 鶴見駅 - 安田銀行前 - 向井町二 - 富士電機前  | 3.39km |
| 横浜駅 - 東横反町駅前 - 島田橋 - 三ツ沢      | 3.52km |
| 六角橋 - 新子安 - 宝町 - 大黒町岸壁 - 明神前 | 9.28km |

### 戦中から終戦へ
日本が太平洋戦争に突入していく中、燃料や資材の統制による不足から多くの路線が徐々に休止されていったが、軍需工場への労働者輸送を担う当車庫所管路線は規模を縮小しながらも優先的に配車された。資材不足の中、1944年12月26日には市電が生麦から鶴見へ延伸されていることからも当地区の交通需要の勢いがうかがえる。
横浜大空襲直前にあたる1945年5月の運行系統図では、6路線中4路線が当地区の運行となっている。
横浜大空襲があった1945年5月29日には、鶴見営業所は40台の車両を運行していたが浅間町営業所と比べれば被害は少なく、6月1日から鶴見駅西口 - 末吉橋間の運転を再開、終戦後の同年10月1日には鶴見駅西口 - 生麦間の運転を再開した（後に末吉橋まで延伸）。
車両は戦時下からのガソリンカーや木炭バスに加え、戦後の燃料不足を補うため、1946年8月14日からは電気局技術陣自作の電気バスとバッテリー充電設備が完成し順次運用された。電気バスの1回の充電での航続距離は10km程度であったという。木炭バスは1948年まで、電気バスは1950年8月まで、ガソリンカーは1952年まで走り続けた。その後の特徴的な車両としては、輸送力強化のために大黒町線に投入された日野自動車製トレーラーバスなどがある。

### 交通局鶴見営業所の開設
横浜市電気局は、戦後に横浜市交通局として再出発した。京浜工業地帯の発展と住宅地の内陸部への拡大により増大していった通勤需要に応えるべく、鶴見地区の市営バスは輸送力の増強を続けた。
1955年（昭和30年）に鶴見営業所が開設された。なお同年には磯子営業所も開設されている。
1977年度には市建築局との空中権の取引により車庫敷地内に市営生麦住宅が建設された。これについては横浜市営バス#営業所の項を参照されたい。
1981年（昭和56年）には、港北営業所が開設された。
1981年9月25日発行の横浜市交通局報には「所管区域との関係で立地上問題があり、施設も老朽化した鶴見営業所を廃止し、港北区大豆戸町に港北営業所を新設して内陸部の輸送力強化と車両運用の効率化を図った。」とある。

### 2000年代以降
2008年5月25日より、当営業所所管路線においてPASMOサービスの供用を開始した。2007年3月に浅間町営業所所管路線で導入されてから約1年遅れての導入であった。

## 現行路線
この節では現行の鶴見営業所が所管する系統について記述するが、現在の当営業所の起源にあたる旧：鶴見営業所生麦派出所時代からの生麦営業所と、旧：鶴見営業所の所管系統分担については、資料上でも曖昧な点が多いため省略とする。

### 7・29系統
| No. | 運行区間                                                                         |
| --- | -------------------------------------------------------------------------------- |
| 7A  | 横浜駅前 - 東神奈川駅西口 - 大口通 - 三ツ池道 - 国道尻手 - 川崎駅西口            |
| 7B  | 三ツ池道 → 新鶴見橋 → 国道尻手 → 川崎駅西口                                      |
| 7C  | 横浜駅前 - 東神奈川駅西口 - 大口通 - 三ツ池道 - 東部病院 - 国道尻手 - 川崎駅西口 |
| 7D  | 子安小学校入口 - 三ツ池道 - 国道尻手 - 川崎駅西口                                |
| 29A | 横浜駅前 - 東神奈川駅西口 - 大口通 - 三ツ池道 - 森永工場前 - 鶴見駅前            |
| 29B | 鶴見駅前 → 森永工場前 → 三ツ池道 → 子安小学校入口                                |

年譜
- 1949年（昭和24年）11月15日： 7系統 横浜駅前 - 尻手間を開設[2][1]。
- 1951年（昭和26年）5月15日： 29系統 長者町 - 横浜駅前 - 鶴見駅西口間を開設[2]。
- 1952年（昭和27年）10月： 7系統が横浜駅前 - 川崎駅裏口（現：川崎駅西口）間に延伸[1]。
- 1952年頃：29系統が長者町5丁目 - 横浜駅前 - 鶴見駅西口間の運行となる。
- 1964年（昭和39年）3月10日： 29系統を長者町から延伸、浦舟町 - 長者町1丁目 - 横浜駅前 - 鶴見駅西口間の運行となる。横浜駅前 - 鶴見駅西口間の折返便も設定。
- 1965年（昭和40年）6月21日： 29系統の鶴見駅の発着を西口から東口に変更。
- 1965年（昭和40年）7月21日： 29系統を浦舟町から延伸、滝頭 - 浦舟町 - 長者町1丁目 - 横浜駅前 - 鶴見駅前間の運行となる。
- 1966年（昭和41年）11月1日： 29系統を県庁前 - 横浜駅前 - 鶴見駅前間の運行に短縮。
- 1968年（昭和43年）3月31日： 7・29両系統をワンマンカーに切替。
- 1969年時点で7系統は保土ケ谷営業所との共管系統となっており、その後1971年時点で初代鶴見営業所の単独所管に戻っている。
- 1970年（昭和45年）7月1日： 青木橋架替工事に伴い、7・29両系統の横浜駅発着を東口から西口へ変更。
- 1973年（昭和48年）5月12日： 7系統に鶴見駅前 - 三ツ池道 - 川崎駅西口間の子系統を設定。
- 1981年（昭和56年）5月5日： 初代鶴見営業所の港北への営業所機能移転に伴い、7系統の鶴見駅前 - 川崎駅西口間の区間便を廃止。同時に、保土ケ谷営業所と共管になっていた7系統の大部分を保土ケ谷営業所へ移管。
- 1985年（昭和60年）9月30日： 横浜駅東口そごう下バスターミナル完成に伴い、7・29両系統の横浜駅の発着を西口から東口に戻す。
- 1994年頃：保土ケ谷営業所から7系統を再移管される。
- 2007年（平成19年）3月30日： 7系統に横浜駅前 - 東部病院 - 川崎駅西口間運行便を新設[5]。
- 2009年10月1日 - 2012年3月31日： 大口通商店街との提携によりお買い物バス制度を実施[6]。

7系統は横浜駅前 - 川崎駅西口間の約11kmを第二京浜国道1号線経由で結ぶ系統で、路線名称は川崎線とされている。7系統は横浜市営バスの路線で唯一川崎市内、かつ川崎駅に乗り入れる系統であり、川崎市内区間である南幸町 - 川崎駅西口間の相互利用では大人210円、小児110円であったが、2022年10月1日より川崎市内で乗降の場合でも大人220円・小児110円に改定された。（川崎市内相互区間内のみ乗車、および川崎市内から（まで）の停留所から横浜市内停留所まで（から）乗車の場合でも川崎市発行の各種乗車証（川崎市高齢者特別乗車証、川崎市ふれあいフリーパス）での乗車は不可）。横浜駅ではそごう下の東口バスターミナルより発着し、川崎駅では西口バスターミナル52番のりば（ミューザ川崎前）を発着する。保土ケ谷営業所と共管だった時期がある。
7系統の日中の運行便は済生会横浜市東部病院経由となり、東部病院付近では第二京浜より逸れたあと、一方循環で病院構内に乗り入れる経路をとる。

7系統は、旭台 - 東部病院 - 川崎駅西口間で臨港バス川50系統と同経路を運行し、また昭和40年代までは東京急行電鉄（東急バス）の横浜線（五反田駅 - 横浜駅）がほぼ全区間にあたる青木橋と国道尻手の間で併走していたが、東急、臨港バスのどちらとも定期券・回数券などの共通乗車制度の設定は一度も行われていない。
29系統は、横浜駅前 - 宮の下間（横浜方面行は横浜駅前 - 三ツ池道間）を7系統と同経路を運行し、宮の下 - 鶴見駅前間は13系統と同じく末吉大通りを運行する7系統の支線系統である。路線名称は鶴見線とされている。
7・29両系統を合わせて終日毎時3 - 5便程度の運行頻度である。7・29系統ともに出入庫便（7B・7D・29B）があり、早朝・夜間を中心に少数設定されている。
大口通商店街との提携により一時期実施されていたお買い物バス制度は、午前10時から午後4時までの適用時間帯の対象路線乗車時に乗務員からチケットを受け取ることで、商店街各店舗での割引特典等と復路のバス乗車無料特典を受けることができるサービスで、当7・29系統と31系統、291系統が対象路線となっていた。

### 13・155系統
| No.  | 運行区間                                                                                        |
| ---- | ----------------------------------------------------------------------------------------------- |
| 13B  | 鶴見駅前 - 森永工場前 - 三ツ池道 - 末吉橋 - 一の瀬                                              |
| 13E  | 鶴見駅前 - 森永工場前 - 三ツ池道 - 末吉橋 - 一の瀬 - 港北区総合庁舎前 - 港北車庫前 - 新横浜駅前 |
| 13G  | 一の瀬 → 末吉橋 → 三ツ池道 → 森永工場前 → 鶴見駅前 →鶴見郵便局前                                |
| 13H  | 鶴見駅前 → 森永工場前 → 三ツ池道 → 末吉橋 → 一の瀬 → 綱島駅入口                                 |
| 13I  | 新綱島駅 → 一の瀬 → 末吉橋 → 三ツ池道 → 森永工場前 → 鶴見駅前                                   |
| 155A | 鶴見駅 → 森永工場前 → 三ツ池道 → 東部病院                                                       |
| 155A | 東部病院 → 森永工場前 → 鶴見駅                                                                  |
| 155B | 鶴見駅 → 森永工場前 → 三ツ池道 → 東部病院 → 森永工場前 → 鶴見駅                                 |

- 1934年7月10日： 末吉橋 - 寛政線を下末吉 - 寛政間に短縮すると同時に鶴見駅 - 安善町線を末吉橋 - 安善町線に延伸。この時から現在の13系統の経路の運行が始まっている
- 戦時下の燃料･資材不足により多数路線が休止されるが、当路線は横浜大空襲直前の1945年5月頃にも鶴見駅 - 末吉橋線として運行されている
- 1945年6月1日： 横浜大空襲の直後、焼け残った木炭車5台で鶴見駅西口 - 末吉橋線の運行を再開[2][出典無効]
- 1950年前後： 13系統鶴見駅西口 - 末吉橋間を駒岡（現：上末吉）へ延長
- 1953年8月10日： 鶴見駅西口 - 上末吉間を駒岡へ延長
- 1958年2月15日： 鶴見駅西口 - 駒岡間を綱島駅へ延長
- 1962年6月15日： 鶴見駅前（東口）発着に変更、駒岡折返便を一の瀬へ延長
  - 当時の運行回数は鶴見駅 - 綱島駅便が26回、鶴見駅 - 一の瀬便が65.5回、鶴見駅 - 上末吉便が90.5回であった。
- 1967年1月16日： ワンマンカーの運行に切替（綱島駅発着便は同年9月18日）
- 1967年10月8日： 上末吉折返便を廃止
- 1981年5月5日： 一の瀬 - 新横浜駅前間運行便（C）を新設
- 1990年11月20日： 365系統深夜バス（鶴見駅 → 一の瀬間）を新設
- 2001年4月23日： 13系統鶴見駅 - 一の瀬 - 新横浜駅前間運行便（E）を新設
- 2004年3月29日： 13系統一の瀬 - 港北車庫前・新横浜駅前間運行便（C・D）を廃止
- 2007年3月30日： 済生会横浜市東部病院の開業に伴い、155系統鶴見駅 - 東部病院循環を開設[5]
- 2010年4月1日 ： 急行320系統（一の瀬→鶴見駅前間）を新設[14]
- 2016年1月4日： 一の瀬 - 鶴見駅前間の一部便を鶴見郵便局前まで延伸（G）
- 2018年3月24日： 急行320系統（一の瀬→鶴見駅前間）を各停便に振り替え[15]
- 2020年3月13日：鶴見郵便局前発一の瀬行が廃止される[16]。
- 2022年4月1日：155系統も港北営業所と共管系統になる。
- 2023年12月23日：13系統鶴見駅前 - 綱島駅前発着便（A）が綱島駅入口終着（H）、新綱島駅始発便（I）に変更。

鶴見駅前より末吉廻りで東急東横線綱島駅へ至る当営業所の基幹系統の一つである。系統名称は綱島線であるが旅客案内ではほとんど使用されない。日中は一の瀬で折り返す便が毎時3本程度、一の瀬より先の綱島駅入口へ向かう便が毎時2本程度、新横浜駅前へ向かう便が毎時1本運行される。平日・土曜には深夜バスが運行されており、この深夜バスの書類上の系統番号は365系統とされていた。
155系統は済生会横浜市東部病院へのアクセス路線であり、東部病院付近では第二京浜より逸れたあと一方循環で病院構内に乗り入れる経路をとる。155系統は大部分の運行が循環便（B）であるが、平日のみ朝には鶴見駅から東部病院まで（その後、一の瀬まで回送され13系統鶴見駅行の運行に就く）、夕方は一の瀬から回送され、東部病院より運行を始める区間便（A）も運行される。港北営業所との共管系統であるが港北営業所担当便の割合は少ない。
鶴見駅 - 末吉橋（臨港：末吉橋西詰）間では臨港バス鶴11系統、末吉橋 - 綱島駅入口間は同川51系統が同区間を運行しているが共通定期券の設定はない。なお、鶴見駅と綱島駅を結ぶバスの本数は当系統よりも川崎鶴見臨港バス鶴03系統（鶴見綱島線、こちらは鶴見駅西口発着）の方が多い。
2010年の年末年始の終夜運行では、鶴見駅前ではなく7系統が運行する川崎駅西口を発着し、三ツ池道 - 新横浜駅前間を13系統Eと同区間を運行する特別13系統が臨時運行された。2011・2012年年末年始の終夜運行では、横浜アリーナでの年越しライブ後の輸送に特化し新横浜駅→川崎駅西口間を横浜アリーナ前停留所のみ停車の急行運行をする臨時便が運行された。
綱島駅発着便は2023年12月23日から新綱島駅始発、綱島駅入口終着に変更された。綱島駅入口は降車専用（横浜市営バス59系統、臨港バス川51系統も同様）、新綱島駅は乗車専用となっている。

### 15系統
| No. | 運行区間                                                                               |
| --- | -------------------------------------------------------------------------------------- |
| 15A | 鶴見駅前 → 本町通1丁目 → 汐入町2丁目 → 入船橋 → 向井町1丁目 → 鶴見駅前（本町通循環線） |
| 15D | 鶴見駅前 → 向井町1丁目 → 大東町 → 仲通1丁目 → 本町通1丁目 → 鶴見駅前（向井町循環線）   |
| 15E | 鶴見駅前 → 向井町1丁目 → 大東町                                                        |

- 1931年12月31日： 下末吉 - 池ノ下 - 鶴見駅西口 - 滝坂 - 生麦線を開設
- 1932年6月1日： 生麦 - 鶴見駅前 - 市場 - 堀ノ内 - 東潮田 - 汐田小学校 - 栄町三丁目循環（潮田循環線）を開設、同時に下末吉 - 池ノ下 - 鶴見駅西口 - 滝坂 - 生麦線を下末吉 - 池ノ下 - 鶴見駅西口 - 滝坂 - 生麦 - 汐見橋 - 旭硝子前 - 弁天下へ延伸
- 1932年7月1日： 鶴見駅前 - 京浜鶴見駅前 - 潮田銀座 - 大東町 - 寛政 - 安善町線を開設、同時に下末吉 - 弁天下線を寛政へ延伸
- 1934年7月10日： 鶴見駅前 - 京浜鶴見駅前 - 潮田銀座 - 大東町 - 寛政 - 安善町線を末吉橋 - 鶴見駅前 - 京浜鶴見駅前 - 潮田銀座 - 大東町 - 寛政 - 安善町間の運行に延長
- 1937年2月15日： 生麦 - 潮田循環線を金剛寺（市場）廻りに延長、生麦 - 潮見橋 - 市場 - 弁天下 - 鶴見駅前 - 鶴見神社 - 金剛寺 - 京浜市場 - 鶴見駅 - 生麦の運行となる
- 戦時下の燃料･資材不足により多数路線が休止されるが、横浜大空襲直前の1945年5月頃にも鶴見駅前 - 金剛寺 - 市場 - 弁天橋 - 寛政線として運行されている
- 1947年4月20日： 鶴見駅 - 寛政間の運行を再開
- 1949年12月25日： 15系統鶴見駅前 - 向井町 - 入船 - 汐田 - 鶴見駅前循環線となる
- 2014年3月29日：向井町循環線の大東町 → 本町通3丁目間を汐入町2丁目経由から仲通3丁目経由に変更[19]。一部便行き先変更。

鶴見駅前を発着し鶴見の中心街地域を循環する主要系統である。内回りの本町通循環と外回りの向井町循環がある。ほぼ全便が鶴見駅前へ戻ってくる循環便となっているが、平日・土曜の向井町1丁目先回りの最終便は大東町止まりとされている。毎年6月に潮田神社にて祭礼が開催される際には汐鶴橋通経由での迂回運行が行われており、迂回運行時の行先表示の準備もされている。

### 16系統
| No. | 運行区間                                                                |
| --- | ----------------------------------------------------------------------- |
| 16B | 鶴見駅前 → 市場 → 平安町1丁目 → 鶴見総合高校前 → 向井町1丁目 → 鶴見駅前 |
| 16B | 鶴見駅前 → 向井町1丁目 → 鶴見総合高校前 → 平安町1丁目 → 市場 → 鶴見駅前 |
| 16C | 鶴見総合高校前 → 向井町1丁目 → 鶴見駅前                                 |
| 16D | 鶴見駅前 → 芦穂橋 → 鶴見総合高校前 → 向井町1丁目 → 鶴見駅前             |

- 1938年7月5日： 寛政 - 旭硝子前（現：汐入町2丁目） - 汐見橋 - 生麦線を新設
- 1949年12月25日： 16系統寛政 - 入船橋 - 汐入町二丁目 - 下の谷町一丁目 - 鶴見川 - 生麦線として再開
- 1953年2月25日： (旧)38系統鶴見駅前 - 市場 - 平安町一丁目 - 入船橋 - 汐入町二丁目線を開設
- 1958年3月31日時点で(旧)38系統はなくなり、16系統鶴見駅前 - 市場 - 平安町一丁目 - 入船橋 - 汐入町二丁目 - 鶴見大橋口 - 明神前 - 生麦線となっている。鶴見大橋口経由の運行と引き換えに下の谷町経由の運行が廃止されている
- 1961年6月17日： (旧)56系統鶴見駅 - 市場 - 向井町二丁目 - 東汐田 - 弁天下 - 汐入町二丁目 - 汐見橋 - 鶴見駅循環線を開設。この系統の独自経路であった市場 - 弁天下間は戦前に生麦 - 潮田循環線が運行していたものと同一であった。56系統はその後1970年11月16日に廃止されている
- 1962年6月15日： (旧)48系統安善町 - 寛政 - 下野谷 - 鶴見川 - 生麦線を開設。16系統が鶴見大橋経由に変更された際に廃止された下野谷経由のルートが再開される形となっている。48系統はその後1967年10月16日に27系統に統合の後、1979年1月20日に当運行便は廃止されている
- 1984年4月5日： 鶴見駅前→市場→平安高校前（現：鶴見総合高校前）→向井町1丁目→鶴見駅前循環（B）を新設。当初は片方向のみの運行であった
- 1989年12月11日： 鶴見駅前 - 汐入町2丁目 - 平安高校前 - 市場 - 鶴見駅前循環便（C）を新設
- 1994年1月4日： 鶴見駅前→向井町1丁目→平安高校→市場→鶴見駅前循環線（B）と鶴見駅前→芦穂橋→平安高校→向井町1丁目→鶴見駅前循環線（D）を新設
- 1994年7月21日： 鶴見駅前 - （急行） - ワイルドブルーヨコハマ運行便（E）を新設
- 1995年11月30日： 鶴見駅前 - 市場 - 汐入町2丁目 - 生麦運行便（A）、鶴見駅前 - 汐入町2丁目 - 市場 - 鶴見駅前循環線（C）を廃止
- 2001年9月1日： 鶴見駅前 - （急行） - ワイルドブルーヨコハマ運行便（E）を廃止
- 2014年3月29日：鶴見総合高校前→鶴見駅前の子系統（C）を新設(平日6:39発のみ、初運行は平日ダイヤ実施日の3月31日から)

鶴見駅前を発着し鶴見地区の北側を循環する系統である。路線名称は平安町線とされている。平安町1丁目先回り循環便が主体の運行であり、向井町1丁目先回りは平日朝のみ運行されている。臨港バスの川30系統などと同経路を経由する芦穂橋循環（D）も平日のみ数便運行されている。鶴見駅前 - 市場 - 生麦の運行が当系統のルーツであったが旅客動向の変化により徐々に循環便の便数が増えていき生麦発着便は廃止となった。

### 17・181系統
| No.  | 運行区間 |
| ---- | --- |
| 17A  | 鶴見駅前 → 明神前 → （急行） → 大黒ふ頭→ L8バース → 大黒ふ頭 → （急行） → 明神前 → 鶴見駅前                                           |
| 17D  | 鶴見駅前 → 明神前 → （急行） → 大黒ふ頭 → L8バース → 流通センター → 大黒海づり公園 → 大黒ふ頭 → （急行） → 明神前 → 鶴見駅前          |
| 17E  | 鶴見駅前 → 明神前 → 新興駅前 → 大黒大橋 → 大黒ふ頭 → L8バース→流通センター → 大黒海づり公園 → 大黒ふ頭 → 大黒大橋 → 明神前 → 鶴見駅前 |
| 17F  | 鶴見駅前 → 明神前 → 新興駅前 → 大黒大橋 → 大黒ふ頭 → 流通センター → 大黒海づり公園 → 大黒ふ頭 → 大黒大橋 → 明神前 → 鶴見駅前          |
| 17G  | 鶴見駅前 → 明神前 → （急行） → 大黒ふ頭 → L8バース → 流通センター → 大黒ふ頭 → （急行） → 明神前 → 鶴見駅前                           |
| 17I  | 鶴見駅前 → 明神前→（急行） → 大黒ふ頭 → 流通センター → 大黒ふ頭 → （急行） → 明神前 → 鶴見駅前                                        |
| 181A | 鶴見駅前 → 明神前 → 新興駅前 → 大黒大橋 → 横浜さとうのふるさと                                                                        |
| 181B | 生麦 → 明神前 → 新興駅前 → 大黒大橋 → 横浜さとうのふるさと                                                                            |
| 181E | 明神前 → 新興駅前 → 大黒大橋 → 横浜さとうのふるさと                                                                                   |
| 181F | 横浜さとうのふるさと → 大黒大橋 → 明神前 → 鶴見駅前                                                                                   |
| 181G | 横浜さとうのふるさと → 大黒大橋 → 明神前 → 生麦                                                                                       |

- 1941年10月1日： 朝夕のみ運行の生麦 - 大黒町線を開設[2][出典無効]
- 戦時下の燃料･資材不足により多数路線が休止されるが、横浜大空襲直前の1945年5月頃にも新子安線との統合路線の六角橋 - 白幡仲町 - 入江橋 - 新子安 - 宝町 - 大黒町 - 大黒町岸壁 - 明神前線として運行されている。
- 1946年： 生麦 - 大黒町線、生麦 - 鶴見駅線として運行再開
- 1954年3月31日時点で17系統生麦 - 明神前 - 大黒町岸壁 - 明神前 - 鶴見駅線として運行されている。
- 1961年2月17日： それまでの大黒町岸壁停留所を大黒町中央に改称した上で（新）大黒町岸壁へ一区間延伸
- 1962年7月1日： それまでの大黒町岸壁停留所を廃止した上で(新)大黒町岸壁へ二区間延伸、手前の大黒町中央にて生麦・鶴見駅前へ折返す便も新設
- 1964年12月25日： 大黒町岸壁（1969年2月1日に大黒町岸壁入口へ改称→現：大黒大橋）から大洋漁業前へ一区間延伸
- 1967年12月11日： 大洋漁業前から塩水港前（1969年2月1日に大黒町岸壁へ改称→現：横浜さとうのふるさと）へ一区間延伸
- 1977年5月12日： 大黒町岸壁入口から大黒ふ頭へ一区間延伸、鶴見駅前 - 大黒町岸壁 - 生麦線と鶴見駅前 - 大黒ふ頭 - 生麦線の2つの運行形態になる
- 1986年9月16日： ポートサービス社が運行していた大黒ふ頭内路線を引き継ぐ形で大黒ふ頭よりL8バースへ六区間延伸
- 1989年12月11日： 大黒ふ頭よりスカイウォークへ一区間延伸、鶴見駅 - スカイウォーク - 生麦間運行便とスカイウォーク発着区間便を新設
- 1990年7月23日： L8バースよりT3バース・大黒ふ頭へ三区間延伸、L8バースでの折返運行便が循環経路での運行となる
- 1996年1月16日： B(鶴見駅 - スカイウォーク - 生麦）,C区間便を廃止しF,G区間便を新設
- 1996年7月1日： 流通センター - 大黒海づり公園方面へ延伸
- 2007年4月1日： 横浜さとうのふるさと発着便を181系統として分離した上で急行便を新設[2]、17系統は横浜市生活交通バス路線維持制度による補助対象路線となる
- 2011年9月1日： 新興駅交差点左折レーン供用開始により生麦・鶴見駅方面の新興駅前停留所を廃止、これに伴い181系統の生麦・鶴見駅方面便の子系統を変更(A,B→C,D)
- 2013年3月30日： 経路変更に伴い「スカイウォーク前」バス停に停車しなくなり、「大黒税関正門前」バス停を新設[20]

17系統は鶴見駅前と大黒埠頭を結ぶ系統である。路線名称は大黒町線とされている。大黒埠頭内ではL8バース方面と流通センター・大黒海づり公園方面の二つの循環ルートと、ベイブリッジの展望観光施設であったスカイウォークに立ち寄る折返しルートがあり、その他にも明神前 - 大黒ふ頭間を通過する急行運転など曜日・運行時間帯により異なる区間便が運行されている。区間便の運行形態は概ね下記の通りである。
- 平日：朝夕は急行「L8バース循環」(A)、急行「流通センター循環」(I)を運行し、日中は各停「L8バース・流通センター循環」(E)を運行
- 土曜：朝夕は急行「L8バース・流通センター循環」(D)を運行、日中は各停「L8バース・流通センター循環」(E)を運行
- 休日：全便が各停「流通センター循環」(F)の運行

港湾地区への通勤路線でありラッシュ時の往路は混雑するものの折返しの復路は乗客が少なくなる採算性の低い系統であるが、当系統と109系統のバスが大黒埠頭への唯一の交通機関であることから横浜市道路局の横浜市生活交通バス路線維持制度による補助金を受けて運行が維持されている。2006年12月に示された路線再編計画によると当系統を廃止し19系統を延伸することで大黒ふ頭への交通便を確保する予定であったが、これは撤回され大黒ふ頭方面の路線は17系統を急行便に変更した上で若干減便、横浜さとうのふるさと発着便を181系統として分離し増便することとなった。
181系統は17系統のうち大黒ふ頭手前の横浜さとうのふるさとにて折返す便を分離し新設された系統である。ラッシュ時に急行運行される17系統に対し当系統は終日各停便の運行とされており、利用客の遠近分離と効率化が図られているものと考えられる。横浜さとうのふるさとは太平洋製糖が運営する砂糖工場見学施設の名であったが、2004年5月20日を以って同施設が閉鎖された後も停留所名は存続している。鶴見駅方面行便は新興駅前停留所に停車しないことから往路と復路で異なる子系統記号が設けられている。両系統ともに港湾地区の工場・物流施設への通勤輸送路線であるため、朝夕と日中の運行便数が大きく異なる。

### 18系統
| No. | 運行区間                                                    |
| --- | ----------------------------------------------------------- |
| 18C | 生麦 - 鶴見駅前 - 鶴見区役所前 - 元宮 - 国道尻手 - 矢向駅前 |
| 18D | 鶴見駅前 - 鶴見区役所前 - 元宮 - 国道尻手 - 矢向駅前        |

- 1949年10月1日： 18系統 鶴見駅 - 鶴見区役所前 - 市場 - 元宮 - 国道尻手 - 矢向線を開設[2][出典無効]
- 1954年4月20日： 京浜市場前・市場経由の運行を廃止、金剛寺前経由に変更
- 1954年12月25日： 鶴見駅 - 鶴見神社前間の鶴見区役所前経由運行を取りやめ
- 1956年頃： 矢向より矢向駅前へ三区間延伸
- 1961年12月25日： 鶴見車庫前（現：生麦地区センター前） - 鶴見駅前間を延伸し、 鶴見車庫前 - 鶴見駅前 - 矢向駅前間の運行となる
- 1976年1月1日： ワンマンカーに切替
- 1980年以降： 鶴見駅前 - 鶴見上町間の鶴見区役所前経由運行を開始
- 1981年5月5日： 旧：鶴見営業所の港北移転に伴い現：鶴見営業所へ移管、鶴見車庫前発着便を生麦へ延伸
- 1986年11月4日： 生麦 - 鶴見駅前 - 元宮 - 矢向駅前 - 江ヶ崎八幡 - 末吉橋 - 三ツ池道 - 鶴見駅前循環運行便を新設
- 1996年10月26日： 江ヶ崎八幡・末吉橋循環運行便を廃止、鶴見駅前 - 元宮 - 江ヶ崎 - 矢向駅前運行便を新設
- 2007年4月1日： 江ヶ崎経由便を廃止、横浜市生活交通バス路線維持制度による補助対象路線となる[21]

| 矢向駅行便       | 尻手→尻手二丁目→国道尻手→尻手駅前→矢向 |
| 鶴見・生麦方面便 | 矢向→尻手駅入口→国道尻手→尻手          |

鶴見川東側の横浜市鶴見区域内の狭隘な路地を縫うように運行し鶴見駅東口とJR南武線矢向駅間を結ぶ系統であり、全便が中型車により運行される。路線名称は矢向線とされている。平日が終日45 - 55分間隔、土休日は日中時間帯（8時台〜17時台）のみ1時間間隔の運行であるが出入庫の一部便が生麦発着とされている。尻手付近では一方通行路を運行することから往路・復路で右記の異なる経路をとる。矢向駅方向の便は尻手付近でわずかに川崎市幸区を走行し、尻手駅前バス停も川崎市側に設置されている。不採算路線であり廃止が予定されていたが、矢向・尻手地区と鶴見区役所を結ぶ路線のため、2007年度からは横浜市道路局から横浜市生活交通バス路線維持制度による補助金を受け運行が継続されている。

### 19系統
| No. | 運行区間                                                                        |
| --- | ------------------------------------------------------------------------------- |
| 19B | 生麦 → 明神前 → 新興駅前 → 宝町 → 新子安駅西口 → 新子安駅前                     |
| 19C | 新子安駅前 → 滝坂 → 生麦 → 明神前 → 新興駅前 → 宝町 → 新子安駅西口 → 新子安駅前 |
| 19E | 新子安駅前 → 宝町 → 新興駅前 → 明神前 → 生麦                                    |
| 19F | 新子安駅前 → 宝町 → 新興駅前 → 明神前 → 滝坂 → 新子安駅西口 → 新子安駅前        |

- 1937年10月5日： 現在の19系統のルーツである生麦神明前（現：明神前） - 宝町 - 新子安線を新設
- 戦時下の燃料･資材不足により多数路線が休止されるが、横浜大空襲直前の1945年5月頃にも六角橋 - 白幡仲町 - 入江橋 - 新子安 - 宝町 - 大黒町 - 大黒町岸壁 - 明神前線として運行されている。
- 1954年5月1日： 19系統生麦 - 宝町 - 新子安線を新子安駅前へ延長
- 1962年1月1日： 鶴見駅 - 宝町 - 新子安駅間の運行へ延長、生麦発着便はこの時点で一旦廃止になっている
- 1963年4月25日： 鶴見車庫前（現：生麦地区センター前） - 宝町 - 新子安駅前運行便を新設
- 1964年12月25日： 鶴見車庫前発着便を生麦発着へ変更
- 1973年： 新子安駅前 - 宝町 - 新興駅前 - 生麦 - 新子安駅前循環を新設
- 1992年4月1日： 新子安駅前→宝町→大黒ふ頭→L8バース→新子安駅前循環（D）を新設
- 1996年1月16日： 新子安駅前→宝町→大黒ふ頭→L8バース→新子安駅前循環（D）を廃止
- 2001年3月15日： 新子安駅西口ターミナル新設に伴い新子安駅方面行のみ新子安駅西口に変更
- 2012年4月2日： 横浜環状北線工事の進捗により滝坂・新子安方面の生麦停留所を廃止、これに伴い宝町先廻り循環便を変更(C→D)
- 2013年3月30日： 鶴見駅発着便（A：鶴見駅前ー明神前ー新興駅前ー宝町ー新子安駅前）を廃止[23]

新子安駅より港湾部の工業地帯へ運行する通勤輸送路線である。路線名称は新子安線とされている。JR線・第一京浜などを跨ぐ高架橋より新子安駅前へは道路片方面からしか進入できないことから、新子安駅付近では便により異なる経路をとる。明神前 - 宝町 - 新子安駅間の通勤輸送に重きを置いたダイヤになっており、区間便の運行は概ね下記の通りである。
- 平日：朝は宝町先廻り循環、日中から夕方にかけては生麦発着便、夕方のみ生麦先廻り循環を運行
- 土日：朝は宝町先廻り循環、日中は運行なし、夕方は生麦発着便を運行

2006年12月に示された路線再編計画では当系統の新興駅 - 明神前 - 鶴見駅間を廃止し17系統と統合・大黒ふ頭方面へ延伸する予定であったがこの時点では撤回され、運行回数の減便にとどまった。
2013年3月30日の路線再編では、日中から夕方にかけて運行していた当系統の鶴見駅発着便が廃止となり、宝町循環線および生麦発着便のみの運行となった。当系統の鶴見駅発着便は廃止時点では平日のみの運行となっていた。

### 27系統
| No. | 運行区間                                              |
| --- | ----------------------------------------------------- |
| 27A | 鶴見駅 → 汐鶴橋 → 潮田神社前 → 入船橋 → 寛政 → 安善町 |
| 27C | 安善町 → 寛政 → 汐入町2丁目 → 汐鶴橋 → 鶴見駅         |

- 1932年7月1日： 鶴見駅 - 京浜鶴見駅 - 潮田銀座 - 大東町 - 寛政 - 安善町線を開設[2][出典無効]
- 1934年7月10日： 末吉橋 - 鶴見駅 - 京浜鶴見駅 - 潮田銀座 - 大東町 - 寛政 - 安善町間の運行に延伸
- 1938年5月1日： 寛政 - 安善町間の運行を休止
- 戦時下の燃料･資材不足により多数路線が休止されるが、横浜大空襲直前の1945年5月頃にも鶴見駅 - 向井町一丁目 - 入船橋 - 富士電機前線として運行されている
- 1952年3月時点で27系統鶴見駅 - 潮見橋 - おしゃもじ稲荷前 - 大東町 - 朝日町一丁目 - 寛政 - 安善町線となっている
- 1958年7月1日： 京浜鶴見駅 - 東汐田（現：潮田神社前）間の経路を汐見橋東詰・おしゃもじ稲荷前経由から汐鶴橋通経由へ変更
- 1962年6月15日： 上末吉 - 鶴見駅 - 安善町運行便を新設。同時に(旧)48系統安善町 - 寛政 - 下野谷 - 鶴見川 - 生麦線を開設
- 1962年10月20日： 27・（旧）48系統ともに安善町 - 安善町岸壁間を延伸。
- 1967年1月16日： 27系統上末吉発着便を一の瀬へ延伸
- 1967年4月1日： 大東町 - 寛政間の経路を日東橋・朝日町一丁目経由から入船橋経由へ変更
- 1969年6月2日： 汐鶴橋通 - 入船橋間の経路を鶴見駅方面行のみ東汐田（現：潮田神社前）経由から仲通一丁目経由へ変更
- 1967年10月16日： (旧)48系統を統合し27系統H生麦 - 下野谷 - 安善町岸壁運行便を新設
- 1969年2月3日： ワンマンカーに切替
- 1971年5月10日： 安善町 - 安善町岸壁の一区間を廃止、安善町二丁目停留所を安善町停留所に改称
- 1979年1月20日： 生麦 - 下野谷 - 安善町運行便を廃止
- 1997年頃： 一の瀬 - 鶴見駅 - 安善町運行便を廃止
- 2007年4月1日： 横浜市生活交通バス路線維持制度による補助対象路線となる[21]
- 2011年10月1日： 安善町終点停留所の改称に伴い安善町方面便の子系統をBからAに変更
- 2014年3月29日： 安善町 → 鶴見駅前便の寛政 → 鶴見中央4丁目間を入船橋経由から汐入町2丁目経由に変更[19]
- 2022年4月1日： 鶴見駅方向の便を全便汐鶴橋経由に変更。同時に全便中型車運行へ変更。

鶴見駅東口より15系統循環ルートの内側にあたる潮田・仲通地区を経由し港湾部の昭和シェル石油・米軍鶴見油槽所付近の安善町へ至る系統である。復路と往路で潮田・仲通地区内の経路が異なっている。終日20 - 30分間隔で運行されており、横浜市道路局による横浜市生活交通バス路線維持制度による補助対象路線とされているが、近年の補助金額は0円となっている。
2014年3月29日のダイヤ改正より、安善町発の便のみ経路変更が行われ、入船橋経由から汐入町2丁目経由に経路が変更となった。また、9:00-16:59の間に安善町を発車する便は寛政 → 汐入町2丁目 → 鶴見中央4丁目間を本町通1丁目経由、それ以外の便は汐鶴橋通経由で運行している。

### 48系統
| No. | 運行区間                                                                                            |
| --- | --------------------------------------------------------------------------------------------------- |
| 48B | 東神奈川駅前 → 千若町2丁目 → 星野町公園前 → コットンハーバー → 星野町公園前 → 中央市場前 → 横浜駅前 |
| 48C | 横浜駅前 → 中央市場前 → 星野町公園前 → コットンハーバー → 星野町公園前 → 千若町2丁目 → 東神奈川駅前 |
| 48D | 横浜駅前 → 中央市場前 → 星野町公園前 → コットンハーバー → 星野町公園前 → 中央市場前 → 横浜駅前      |
| 48E | 横浜駅前 → 中央市場前 → 星野町公園前 → コットンハーバー                                             |

- 1949年3月15日： 市電7系統浦舟町 - 神奈川会館前間を中央市場前に延長し乗客扱いを開始
- 1952年5月26日： 35系統（初代）横浜駅前 - 中央市場 - 神奈川通四丁目 - 東神奈川駅前線を開設[2]
- 1956年頃： 35系統(初代)を廃止
- 1966年7月31日： 市電中央市場線神奈川会館前 - 中央市場前間を廃止
- 1967年10月16日： 48系統横浜駅前 - 中央市場前間を開設
- 2006年10月1日： 横浜駅前 - コットンハーバー間直行便を新設[25]。書類上は48系統扱いであったが系統番号は掲示されない無番系統として運行された。
- 2008年12月1日： 臨港幹線道路開通に伴い横浜駅前 - 中央市場前運行便をコットンハーバーへ延伸し朝・日中に運行、夜間はコットンハーバー直行便を48系統急行便として存続して運行するダイヤとなる
- 2009年6月1日： コットンハーバー直行便(急行)を廃止[26]、終日横浜駅前 - 中央市場前 - コットンハーバー間の運行となる
- 2013年3月30日：横浜駅前 - 中央市場前 - コットンハーバー便を循環線化、横浜駅前 - コットンハーバー - 東神奈川駅前便を新設[20]

横浜市中央卸売市場前を経由して横浜駅前と再開発により建設された高層マンションが立ち並ぶコットンハーバー地区を結ぶ短距離系統である。路線名称は中央市場線とされている。
横浜駅付近ではコットンハーバー方面の便はみなとみらい大橋を、横浜方面の便は青木通交差点を経由して運行されるが、早朝の一部便のみコットンハーバー方面の便も青木通交差点を経由して運行される。
中央市場 - 星野町公園前間は海上を跨ぐ自動車専用道路であるコットン大橋を運行しており、みなとみらい地区やベイブリッジ方面への眺望の良さから冬季限定で設定された遊覧バス「ベイサイドライン」夜景コースの運行ルートともなった。中央市場発着であった横浜市電7系統を受け継ぎ永らく中央市場へのアクセスに徹した系統であったが、コットンハーバー地区の再開発により第一京浜国道経由の同地区直行便が新設されたのち、コットン大橋の開通により現在の運行形態となった。
2013年3月30日の路線再編で、当系統は循環線化されると同時に、平日朝に2便のみ東神奈川駅前発着便が新設される。東神奈川駅前発着便は、同日の路線再編で廃止された46系統の経路のうち東神奈川駅前 - 千若町2丁目間を走行する。循環路線化後、コットンハーバーの折返所は閉鎖となっている。

### 86系統
| No. | 運行区間                                            | 備考       |
| --- | --------------------------------------------------- | ---------- |
| 86A | 横浜駅前 - 新町 - 新子安 - 滝坂 - 生麦              |            |
| 86B | 横浜駅前 → 新高島駅前 → 新町 → 新子安 → 滝坂 → 生麦 | 土曜日のみ |

- 1953年4月1日： 39系統（初代）鶴見駅 - 生麦 - 子安 - 神奈川区役所前 - 横浜駅 - 桜木町駅 - 馬車道 - 長者町五丁目線を開設[2][出典無効]
- 1954年5月25日： 39系統（初代）を廃止
- 1966年7月25日： 市電代替バス86系統横浜駅前 - 生麦 - 鶴見駅を開設[2]
  - 運行回数は全区間運行便が16.5回、横浜駅 - 生麦運行便が73.5回、生麦 - 鶴見駅運行便が14.5回であった。
- 1966年7月31日： 市電生麦線洲崎神社前 - 生麦間を廃止
- 1967年7月1日： 横浜駅 - 生麦間の運行に短縮
- 1968年8月21日： 横浜駅西口 - 宝町 - 生麦運行便を新設
- 1994年3月31日： 横浜駅西口 - 宝町 - 生麦運行便を廃止
- 2021年4月１日：土曜日の生麦方向に限り新高島駅前経由に経路変更

横浜駅東口と生麦（鶴見営業所）の間を第一京浜国道経由で運行する。7・29・48系統の出入庫系統である。路線名称は生麦線とされている。横浜市電生麦線の代替系統として開設されたが徐々に減便が進み、現在では平日・土曜日に数便のみ運行されている。2021年4月1日のダイヤ改正で土曜日の便は生麦方向のみ洲崎神社前を通らず新高島駅を経由するように経路変更された。2007年の路線再編までは24系統扱いの横浜駅西口発着便が運行されていた。またかつては新子安より19系統と同ルートで生麦へ至る宝町経由便も設定されていた。

### 128系統
| No.  | 運行区間                                            |
| ---- | --------------------------------------------------- |
| 128A | 鶴見駅前 - 向井町1丁目 - ヨコハマアイランドガーデン |

- 2004年4月5日： 開設[2]

128系統路線図

鶴見駅東口とワイルドブルーヨコハマの跡地に立地する大型マンション「ヨコハマアイランドガーデン」を結ぶ路線である。ヨコハマアイランドガーデンを発着する路線は他に芦穂橋経由で鶴見駅東口へ運行する臨港バス鶴09系統と川崎駅東口へ運行する同川29系統がある。

### 213系統
| No.  | 運行区間                                                                                          |
| ---- | ------------------------------------------------------------------------------------------------- |
| 213A | 新子安駅西口 → 大口駅東口 → 西寺尾の丘公園 → 西寺尾4丁目 → 神之木公園 → 大口駅東口 → 新子安駅西口 |

- 2002年3月18日： 213系統新子安駅西口 - 大口駅東口 - 西寺尾4丁目循環を開設[2]
- 2009年6月1日： 337系統雨の日臨時便新子安駅西口 - 大口駅東口 - 西寺尾4丁目循環を開設[28]
- 2015年1月5日： 337系統雨の日臨時便新子安駅西口 - 大口駅東口 - 西寺尾4丁目循環を廃止[29]。

新子安駅西口から大口駅東口、西寺尾地区を循環して新子安駅西口に至る一方向循環路線である。狭隘路を運行するため中型車両で運行される。雨天時の朝には臨時増発便が運行されていた。この雨の日臨時便は旅客案内上は213系統であり、同一区間の運行でありながら書類上では337系統という別番号が付与されていた。詳細については横浜市営バス#雨の日臨時便の項を参照されたい。

## 廃止・移管路線
この項では、便宜上（旧）鶴見営業所の所管であった廃止系統についても記載する。停留所名は廃止または移管当時のものを表記する。

### 移管路線

#### 103系統
103B：横浜駅前 - 戸部駅前 - 御所山 - 伊勢佐木長者町駅前 - 山元町1丁目 - 旭台 - 根岸台
本牧営業所の所管系統であり、旧・横浜市電3系統の経路の名残から鶴見営業所も根岸台発着便を担当していた。2002年2月に本牧営業所へ移管されたが、2007年4月から2008年2月9日まで再び一部便を当営業所が担当していた。103系統の詳細については滝頭営業所の記事を参照のこと。

#### 109系統
109：横浜駅西口→（ベイブリッジ）→L8バース→スカイウォーク（平日・土曜朝）
109：横浜駅西口→（ベイブリッジ）→流通センター→大黒海づり公園（平日・土曜朝）
109：横浜駅西口→（ベイブリッジ）→流通センター→大黒海づり公園→スカイウォーク（休日朝）
109：横浜駅西口→（ベイブリッジ）→スカイウォーク（全日夕方）
109：横浜駅西口→（ベイブリッジ）→大黒海づり公園（平日夕方）
109：スカイウォーク→ L8バース→（ベイブリッジ）→横浜駅西口（平日・土曜夕方）
109：スカイウォーク→ L8バース→流通センター→大黒海づり公園→（ベイブリッジ）→横浜駅西口（土曜夕方）
109：スカイウォーク→流通センター→大黒海づり公園→（ベイブリッジ）→横浜駅西口（休日夕方）
109：スカイウォーク→（ベイブリッジ）→横浜駅西口（全日朝）
109：大黒海づり公園→流通センター→（ベイブリッジ）→横浜駅西口（平日夕方）
109：大黒海づり公園→（ベイブリッジ）→横浜駅西口（平日・土曜朝）
109：スカイウォーク→流通センター→スカイウォーク
109：スカイウォーク→L8バース→スカイウォーク
109：桜木町駅 - 中華街入口 - （ベイブリッジ） - スカイウォーク
109：桜木町駅→中華街入口→（ベイブリッジ）→L8バース→スカイウォーク
109：桜木町駅→中華街入口→（ベイブリッジ）→流通センター→大黒海づり公園→スカイウォーク
109：スカイウォーク→L8バース→（ベイブリッジ）→中華街入口→桜木町駅
109：スカイウォーク→流通センター→大黒海づり公園→（ベイブリッジ）→中華街入口→桜木町駅
109：横浜駅 - 桜木町駅 - 中華街入口 -（ベイブリッジ）- スカイウォーク
2008年2月9日に本牧営業所へ移管された。当系統の詳細については本牧営業所の記事を参照のこと。

#### 72系統
72A：鶴見駅 - 三ツ池道 - 末吉橋 - 江ヶ崎
1965年11月22日に開設された。13・27・42系統と同じく港北営業所との共管系統であり、終日一時間に一回程度の運行便数とされていた。江ヶ崎付近では狭隘な路地をループ状の経路で運行し折り返しており、当営業所担当便は18系統と同じく中型車と小型車で運行されていた。一時期は当系統とほぼ同経路を運行する18系統循環便もあったがこれは廃止されている。2007年3月の路線再編では廃止が検討されたが、横浜市道路局の横浜市生活交通バス路線維持制度による維持対象路線となり、2007年4月1日より臨港グリーンバス（現：川崎鶴見臨港バス）へ移譲され現在は鶴11系統として運行されている。

### 廃止路線

#### 15系統
15B：鶴見駅→向井町1丁目→入船橋→汐入町2丁目→本町通1丁目→鶴見駅（向井町循環線）
15D：鶴見駅→向井町1丁目→入船橋→汐入町2丁目
- 1949年12月25日：15系統鶴見駅前 - 向井町 - 入船 - 汐田 - 鶴見駅前循環線となる
- 2014年3月29日： 廃止

鶴見駅より向井町を経由する循環線。2014年3月29日に行われたダイヤ改正で経路変更が行われたため廃止。汐入町2丁目行は平日・土曜日の向井町先回り便の最終便として運行されており、唯一の循環しない15系統として運行されていた。

#### 19系統
19A：鶴見駅前ー明神前ー新興駅前ー宝町ー新子安駅西口ー新子安駅前

2006年12月に示された路線再編計画では当系統の新興駅 - 明神前 - 鶴見駅間を廃止し、17系統と統合・大黒ふ頭方面へ延伸する予定であったがこれは撤回され、運行回数の減便にとどまった。
2013年3月30日の路線再編では、当系統の鶴見駅発着便が廃止となり、宝町循環線および生麦発着便のみの運行となった。

#### 24系統
24A：横浜駅西口 - 東神奈川駅西口 - 六角橋 - 六角橋北町 - 菊名橋 - 内路 - 大口駅東口 - 新子安 - 滝坂 - 生麦
24B：横浜駅西口 - 新町 - 新子安 - 滝坂 - 生麦
- 1950年11月1日： 24系統菊名橋 - 入江町 - 生麦を開設
- 1951年2月20日： 菊名橋 - 東神奈川駅西口 - 二ツ谷町まで延伸
- 1953年3月時点で横浜駅西口発着に延伸されている
- 1953年9月1日： 入江町1丁目 - 新子安間の経路を子安小学校入口経由から入江橋経由に変更
- 1961年10月25日： 生麦から鶴見駅へ延伸
- 1966年7月25日時点で横浜駅西口 - 東神奈川駅西口 - 鶴見車庫前（現：生麦地区センター前）の運行となっている
- 1967年12月25日： 鶴見車庫前発着を生麦発着へ短縮、同時にワンマンカーに切替
- 2007年3月31日： 廃止。代替系統として290系統を新設

現在の38系統新子安経由便とほぼ同経路で横浜駅西口 - 生麦間を運行する系統であった。路線名称は菊名橋線とされていた。廃止当時、初便の横浜駅西口行と最終便の生麦行きは入出庫便として86系統とほぼ同経路の新町経由で運行されていた。2007年の路線再編により廃止され、代替路線として後述の290系統が開設された。

#### 27系統
27B：安善町→安善駅前→入船橋→仲通1丁目→汐鶴橋→鶴見駅前
27D：安善町→安善駅前→汐入町2丁目→本町通3丁目→汐見橋→鶴見駅前
- 2014年3月29日：27B ダイヤ改正で経路変更が行われたため廃止。
- 2022年3月31日：27D 廃止。全便、汐鶴橋経由へ変更。日中のみ本町通3丁目・汐見橋経由で運行されていた。

#### 42系統
42A：一の瀬 - 末吉橋 - 三ツ池道 - 鶴見駅前 - 鶴見区役所前 - 汐入町2丁目
42B：一の瀬 - 末吉橋 - 三ツ池道 - 鶴見駅前 - 汐鶴橋 - 汐入町2丁目
- 1953年9月1日： 42系統上末吉 - 鶴見駅 - 汐入町2丁目を開設
- 1967年1月16日： 上末吉から一の瀬へ延伸
- 1968年時点で本町通経由と汐鶴橋経由の二つの運行便があり、1972年時点で本町通経由は廃止されている。
- 1982年5月1日：鶴見区役所経由便を新設
- 2007年3月29日：廃止

廃止当時は終日1時間に1便程度の運行頻度で、平日日中便のみ鶴見区役所前に寄り道する経路をとっていた。13・27・42系統と同じく港北との共管系統であった。

#### 45・46系統
46：東神奈川駅 - 千若町2丁目 - 瑞穂桟橋 - 瑞穂岸壁
- 1954年5月1日： 46系統東神奈川駅 - 瑞穂桟橋線、45系統桜木町駅 - 万国橋 - 中央桟橋循環を開設
- 1956年頃： 45系統を横浜駅 - 瑞穂桟橋間の運行へ変更
- 1975年3月31日： 45系統を廃止
- 2013年3月30日： 46系統を廃止

平日朝に2往復のみ運行していた（土曜・休日運休）。瑞穂桟橋 - 瑞穂岸壁は米軍ノース・ドックの敷地内に位置していたため、千若町2丁目から先は「IDパス」を持参していないと利用不可となっていた。2013年3月30日の路線再編に伴い、3月29日の運行をもって廃止された。これにより瑞穂岸壁に乗り入れる路線バスは消滅となった。

#### 48系統
48：安善町岸壁 - 寛政 - 下野谷 - 鶴見川 - 生麦
現在の48系統(2代目)とは別系統である。1962年6月15日に開設された汐入町2丁目 - 鶴見川間を初期の16系統と同経路で運行する系統であった。同年10月20日には27系統と同じく安善町 - 安善町岸壁間を延伸されている。1967年10月16日に27系統に統合され廃止された。

#### 49系統
49：鶴見駅西口 - 花月園競輪場
現在の49系統(2代目)とは別系統である。1963年6月13日に下末吉 - 鶴見駅西口 - 花月園競輪場間で開設された競輪開催時のみの臨時系統であった。後に鶴見駅西口の発着に改められている。書類上では1986年9月26日に運行を休止した扱いになっているが、その後も系統番号無掲示の無料送迎バスとして2010年3月31日の花月園競輪場廃止まで随時運行されていた。横浜市営バス#花月園競輪場シャトルバスの項も参照されたい。

#### 56系統
56：鶴見駅前 - 市場 - 鶴見市場駅 - 市場 - 向井町2丁目 - 東汐田 - 弁天下 - 汐入町2丁目 - 汐見橋 - 鶴見駅前
現在の56系統(2代目)とは別系統である。1961年6月17日に開設され、翌年7月1日に市場から鶴見市場駅前に立ち寄る運行に変更されている。この系統の独自経路であった市場 - 弁天下間は戦前に生麦 - 潮田循環線が運行していたものと同一であった。1970年11月16日に廃止された。

#### 51・100系統
51：鶴見駅西口 - 安養寺前 - 東寺尾（現：東寺尾5丁目） - 北寺尾別所 - 寺谷角 - 鶴見駅西口
51：生麦 - 子安小学校入口 - 三ツ池道 - 鶴見駅前
100：鶴見駅前 - 三ツ池道 - 国道尻手 - 川崎駅西口
- 1964年6月1日： 51系統鶴見駅西口 - 東寺尾 - 鶴見駅西口循環線を開設
- 1968年8月21日： 100系統鶴見駅前 - 川崎駅西口線を開設、51系統を生麦 - 三ツ池道 - 鶴見駅間の運行へ変更
- 1974年2月1日： 100系統を7系統に統合廃止
- 1974年5月27日： 51系統を29系統に統合廃止

両系統は7・29系統の子系統的存在であったが短期間で廃止されている。

#### 122系統
122：東神奈川駅→ニューステージ→ テクノウェイブ→ニューステージ→新町→東神奈川駅
平日朝夕のみ運行されていた。市制100周年記念ビルのテクノウェイブ100と東神奈川駅間を結ぶ循環線であった。夕方1便のみテクノウェイブ始発便の設定があった。1994年7月11日に開設されたが2007年3月31日の路線再編で廃止された。

#### 276系統
276A：鶴見駅前 - 鶴見郵便局前 - 森永工場前 - 元宮2丁目 - 矢向 - 国道尻手 - 東部病院
- 2013年3月30日： 運行開始
- 2015年12月29日： 廃止

鶴見駅東口から鶴見郵便局前、元宮2丁目、潮田総合病院前、尻手駅を経由して東部病院に向かう路線で、他のふれあいバスと同じく毎日午前、午後の計2便運行していた。新設停留所は鶴見郵便局前（かつて42系統が平日に経由していた鶴見区役所前停留所とほぼ同じ位置）、森永橋、元宮2丁目、第二公園前（東部病院方向のみ停車）、矢向1丁目（鶴見駅方向のみ停車）、潮田総合病院前（川崎鶴見臨港バスの同名停留所とは別位置）。鶴見駅付近は鶴見神社前停留所を通る13・29・155・320系統や川崎鶴見臨港バス鶴11系統とルートが異なり、鶴見中央4丁目、鶴見郵便局前停留所を通る上、鶴見郵便局前停留所は片方向の設置であるが東部病院方向、鶴見駅方向共に停車することからループ状に運行する。尻手付近では18系統と同様、一方通行路を運行することから18系統と同様に往路と復路で異なるルートをとる。2013年3月30日から運行を開始した。 書類上、276系統という系統番号が付与されていた。2015年12月29日に廃止。代替として13系統の一部を鶴見郵便局前までの運行に変更された。

#### 290系統
290A：新子安駅西口→滝坂→安養寺前→東高校前→内路→大口駅東口→新子安駅西口
290B：新子安駅西口→大口駅東口→内路→東高校前→安養寺前→滝坂→新子安駅西口
運行経費の一部を横浜市の一般会計から補助する暫定運行措置対象路線として14系統と24系統の廃止区間を補完する経路で2年間の期限付きで2007年4月1日に開設された循環系統であった。両廻りともそれぞれ日中のみ毎時1便の運行とされた。38系統に新子安経由便を新設し統合する形で2009年4月1日に廃止された。

#### 320系統
320A：(急行)一の瀬→(各停)→末吉橋→末吉不動前→鶴見神社前→鶴見駅前
2018年3月24日に各停便に変更のため廃止された。

#### 337系統
337A：新子安駅西口→大口駅東口→西寺尾の丘公園→西寺尾4丁目→神之木公園→大口駅東口→新子安駅西口
213系統雨の日臨時便。2015年1月5日のダイヤ改正で廃止。

#### 365系統
365A：鶴見駅前→森永工場前→三ツ池道→末吉橋→一の瀬
13系統深夜バス便。2024年4月1日のダイヤ改正で廃止。

## 車両
横浜市営バスでは、2003年度（平成15年度）までは各営業所ごとに導入車両メーカーの指定があり、鶴見営業所と港北営業所ではいすゞ自動車を指定メーカーとしていた。両営業所ともに、いすゞ車は純正車体（川重車体工業→IKコーチ→いすゞバス製造）と富士重工業製の車体で導入していた。ただし新製配置後に他の営業所へ転出した車両もある。
横浜市営バスの大型路線車はホイールベース (WB) 5m未満の短尺車が主力であるが、京浜工業地帯の通勤輸送を担う鶴見営業所にはWB5m以上の車両が導入されてきた（他には臨海部の通勤輸送を担う本牧営業所、団地輸送を担う磯子営業所にもWB5m以上の車両を配置）。
1994年（平成6年）までは、鶴見営業所では標準尺、港北営業所では短尺車に分かれていた。ただし鶴見営業所でも中型車では短尺車（U-LR332F）の導入もある。大型車はいすゞ・BU（BU10V、WB5m）→いすゞ・CLM（K-CLM500V、WB5m）→いすゞ・キュービック（L尺中心）、中型車はいすゞ・CDM370V（短尺車、WB3.7m）いすゞ・ジャーニーK（標準尺・短尺）を導入していた。キュービックは1997年のみ富士7E、ジャーニーKは純正・富士8E車体で導入している。キュービックは前中ワンステップバス（KC-LV280L）、車椅子用リフトバス（KC-LV280N）、長尺フルフラットノンステップバス（KC-LV832N）も在籍した。いずれも除籍済みである。
鶴見営業所では、鶴見駅付近の狭隘路線用に中型短尺車が採用され、CCM370の後継モデルであるK-CDM370Vが在籍した。発売後2年でLRにモデルチェンジされ製造年数が短かったこともあり、一般路線用としては横浜市営バスに6台が導入されたのみの希少車種である。前面と側面に大型方向幕を備えていた。中型短尺車は、1983年にK-CDM370V、1993年にジャーニーK（U-LR332F、3-1413～1415、標準車体）、2003年に日野・レインボーHRの7m車（KK-HRJEEE、3-3758～3760、小型車カラー）が配置された。
その後はいすゞ車のモデルチェンジにより、1999年からはいすゞ・エルガミオ、2000年からはいすゞ・エルガを導入開始した。
2004年度（平成16年）から入札制度が導入され、営業所ごとのメーカー指定はなくなった。その後もいすゞ自動車と、ジェイ・バス製の統合車種である日野自動車の車両が大半を占める。港北NT営業所の廃止以降は日産ディーゼル製車両も在籍する。在籍車両の大半は一般路線用の大型車でノンステップバスである。その他、17・181系統などに用いられる大型長尺車、貸切輸送用の大型標準尺車、18・27・213系統などに用いられる中型車が在籍する。
109系統を所管していた当時は、首都高速道路を運行するために客席シートベルトとETCを装備する大型長尺車が配置されており特徴的であった。その中にはいすゞ自動車製車両のほか、旧・150系統用車両として若葉台営業所に新製配置された三菱ふそう製車両もあった。
また、2013年には本牧営業所からワンステップの大型長尺車が転属し、同年中に新型の大型長尺車が増備されている。
この他に日産ディーゼル製の車両5台と日野自動車製の車両3台の計8台（いずれもノンステップ車）が主に京三製作所や日産自動車への貸切輸送用として配置されている。このうち日野自動車製の車両にはクルーズ船送迎ラッピングが施されており、上記の貸切輸送の他に横浜港に入港するクルーズ船の乗客輸送などにも使用されている。
- 大型車
  - いすゞ・エルガ
  - 日産ディーゼル・RA（西日本車体工業製)
  - 日野・ブルーリボンII、ブルーリボン（KV系）

- 中型車
  - いすゞ・エルガミオ
  - 日野・レインボーII